# Digboi
Digboi è una suddivisione dell'India, classificata come town committee, di 20.405 abitanti, situata nel distretto di Tinsukia, nello stato federato dell'Assam. In base al numero di abitanti la città rientra nella classe III (da 20.000 a 49.999 persone).

## Geografia fisica
La città è situata a 27° 22' 60 N e 95° 37' 60 E e ha un'altitudine di 164 m s.l.m..

## Società

### Evoluzione demografica
Al censimento del 2001 la popolazione di Digboi assommava a 20.405 persone, delle quali 11.003 maschi e 9.402 femmine. I bambini di età inferiore o uguale ai sei anni assommavano a 2.005, dei quali 1.049 maschi e 956 femmine. Infine, coloro che erano in grado di saper almeno leggere e scrivere erano 16.623, dei quali 9.388 maschi e 7.235 femmine.